# Kate Berlant
Kate Elizabeth Méndez Berlant (Los Angeles, 16 luglio 1987) è una cabarettista, attrice e sceneggiatrice statunitense.

## Filmografia

### Attrice

#### Cinema
- Dean, regia di Demetri Martin (2016)
- Buster's Mal Heart, regia di Sarah Smith (2016)
- Sorry to Bother You, regia di Boots Riley (2018)
- Duck Butter, regia di Miguel Arteta (2018)
- C'era una volta a... Hollywood (Once Upon a Time in Hollywood), regia di Quentin Tarantino (2019)
- Don't Worry Darling, regia di Olivia Wilde (2022)
- Dream Scenario - Hai mai sognato quest'uomo? (Dream Scenario), regia di Kristoffer Borgli (2023)

#### Televisione
- Lizzie McGuire – serie TV, episodio 2x12 (2002)
- Transparent – serie TV, episodio 3x05 (2016)
- Search Party – serie TV, 5 episodi (2016-2021)
- Tim and Eric Awesome Show, Great Job! Awesome 10 Year Anniversary Version, Great Job? – speciale TV (2017)
- Easy – serie TV, episodio 2x05 (2017)
- Ghosted – serie TV, 7 episodi (2017-2018)
- Another Period – serie TV, episodio 3x07 (2018)
- High Maintenance – serie TV, episodio 2x09 (2018)
- Life in Pieces – serie TV, episodio 4x04 (2019)
- The Good Place – serie TV, episodio 4x09 (2019)
- Loki – serie TV, episodio 1x02 (2021)
- Space Force – serie TV, episodio 2x07 (2022)
- Ragazze vincenti - La serie (A League of Their Own) – serie TV, 8 episodi (2022)

### Doppiatrice
- Clarence – serie animata, 4 episodi (2016-2017)
- Animals – serie animata, 4 episodi (2016-2019)
- BoJack Horseman – serie animata, 3 episodi (2016-2020)
- Tuca & Bertie – serie animata, 3 episodi (2019)
- Our Cartoon President – serie animata, episodio 3x07 (2020)
- The Shivering Truth – serie animata, episodio 2x03 (2020)
- American Dad! – serie animata, episodio 16x11 (2021)
- Summer Camp Island - Il campeggio fantastico (Summer Camp Island) – serie animata, episodio 5x03 (2021)

## Doppiatrici italiane
Nelle versioni in italiano delle opere in cui ha recitato, Kate Berlant è stata doppiata da:
- Letizia Scifoni in Don't Worry Darling
- Isabella Benassi in Ragazze vincenti - La serie
- Gianna Gesualdo in Dream Scenario - Hai mai sognato quest'uomo?
- Antilena Nicolizas in Doctor Odyssey